# Paulo Santos
Paulo Santos, född den 14 april 1960 i Porto Alegre, Brasilien, är en brasiliansk fotbollsspelare som tog OS-silver i fotbollsturneringen vid de olympiska sommarspelen 1984 i Los Angeles.